# كريستيان ليند تومسن
كريستيان ليند تومسن (بالدنماركية: Christian Lind Thomsen)‏ هو لاعب كرة الريشة دنماركي، ولد في 9 يناير 1985 في هولستيبرو في الدنمارك.

## وصلات خارجية
- كريستيان ليند تومسن على موقع BWF.tournamentsoftware.com (الإنجليزية)
- كريستيان ليند تومسن على موقع BWFbadminton.com (الإنجليزية)